# Orden und Ehrenzeichen des Landes Baden-Württemberg
Die Orden und Ehrenzeichen des Landes Baden-Württemberg sind staatliche, sichtbare Auszeichnungen, die durch den Ministerpräsidenten oder durch die baden-württembergische Regierung an Personen vergeben werden, die sich um das Land Baden-Württemberg oder um bestimmte Bereiche des öffentlichen Lebens verdient gemacht haben.

## Auszeichnungen

### Verdienstorden
Der Verdienstorden des Landes Baden-Württemberg (häufig auch als Landesorden bezeichnet) ist die höchste Auszeichnung des Landes Baden-Württemberg. Er wurde 1974 geschaffen und wird für Leistungen verliehen, die insbesondere im politischen, sozialen, kulturellen und wirtschaftlichen Bereich dem Wohl der Allgemeinheit dienen. Mit dem Verdienstorden werden jährlich etwa 30 Personen geehrt. Die Zahl der Ordensträger ist auf 1000 lebende Personen beschränkt.

### Staufermedaille
Die Staufermedaille ist als eine besondere persönliche Auszeichnung des Ministerpräsidenten für Verdienste um das Land Baden-Württemberg konzipiert. Mit der Staufermedaille werden jährlich etwa 50 Personen geehrt.

### Ehrennadel
Die Ehrennadel des Landes Baden-Württemberg wird Bürgern des Landes verliehen, die sich durch eine mindestens 15 Jahre dauernde ehrenamtliche Tätigkeit in Vereinen und Organisationen mit kulturellen, sportlichen oder sozialen Zielen oder in vergleichbarer Weise um die Gemeinschaft besonders verdient gemacht haben. Die Ehrennadel wird jährlich an etwa 400 Personen vergeben.

### Rettungsmedaille
Die Rettungsmedaille wird an Personen verliehen, die Menschen aus Lebensgefahr gerettet haben unter besonders schwierigen Umständen oder mit Gefahr für das eigene Leben.

### Heimatmedaille
Mit der Heimatmedaille des Landes Baden-Württemberg werden seit 1978 Bürger geehrt, die sich um die Heimat- und Brauchtumspflege von Baden-Württemberg besonders verdient gemacht haben.

### Wirtschaftsmedaille
Die Wirtschaftsmedaille des Landes Baden-Württemberg wird Persönlichkeiten, Unternehmen und sonstigen Institutionen verliehen für besondere berufliche oder unternehmerische Leistungen, die der baden-württembergischen Wirtschaft dienen.

### Feuerwehr-Ehrenzeichen
Das Feuerwehr-Ehrenzeichen wird in vier Stufen (Bronze, Silber, Gold und Gold in besonderer Ausführung) an Angehörige der Freiwilligen Feuerwehr verliehen, die mindestens 15, 25, 40 und 50 Jahre pflichttreu aktiven Dienst in einer Einsatzabteilung der Feuerwehr geleistet haben. Daneben existiert eine fünfte Stufe, die Sonderstufe des Feuerwehr-Ehrenzeichens, mit der Angehörige der Feuerwehr und auch andere Personen für besondere Verdienste um das Feuerlöschwesen in Baden-Württemberg oder für besonders mutiges und entschlossenes Verhalten im Feuerwehreinsatz ausgezeichnet werden können.

### Staatsmedaille für Land- und Forstwirtschaft
Die Staatsmedaille für Land- und Forstwirtschaft wird an Personen verliehen, die sich um die Land- und Forstwirtschaft in Baden-Württemberg besonders verdient gemacht haben. Die Verleihung findet im Rahmen des Landwirtschaftlichen Hauptfestes in Stuttgart statt. Bereits bei der ersten Ausrichtung des Landwirtschaftlichen Hauptfestes 1818 wurden vom damaligen König Wilhelm I. Preise ausgelobt, in deren Tradition die Staatsmedaille für Land- und Forstwirtschaft steht.

### Bevölkerungsschutz-Ehrenzeichen
Das Bevölkerungsschutz-Ehrenzeichen wurde am 15. März 2016 durch Innenminister Thomas Strobl gestiftet und ist damit die jüngste staatliche Auszeichnung in Baden-Württemberg. Das Ehrenzeichen kann an Personen verliehen werden, die sich in besonderer Weise um den Bevölkerungsschutz in Baden-Württemberg verdient gemacht haben oder die besonders mutiges oder entschlossenes Verhalten im Einsatz gezeigt haben. Für eine Auszeichnung kommen insbesondere Mitglieder der Hilfsorganisationen, der Feuerwehren, des Technischen Hilfswerks aber auch außenstehende Personen in Frage.